# Štajngrad
Štajngrad egy középkori várrom Horvátországban, a Krapina-Zagorje megyei Jesenje községhez tartozó Donje Jesenje határában.

## Fekvése
Štajngrad várának maradványai Krapina-Zagorje megye északi részén, a Maceljska gora déli lejtőin találhatók légvonalban mintegy 6 km-re Korponától északra, közvetlenül a Donje Jesenjéhez tartozó Hercegi falucska felett. A látható maradványok alapján Štajngrad vára, Grebenvár, Császárvár és Korpona óvára mellett a Horvát Zagorje egyik legnagyobb erődítménye volt.

## Története
A vár alapításáról nincsenek információk, de minden bizonnyal a Jesenje nevű nemesi birtok területén volt, amelyet először Iván varasdi ispán 1340-ből származó oklevelében említenek, amellyel Jesenje, Pleso és Javorje birtokait visszaadta Ivan Benkovnak, amelyeket Iván a „viharos időkben" elvesztett. 1340 és 1399 között Ivan fia, Jesenjei (de Iazenye) Miklós örökölte apja birtokát, 1399-ben pedig megkérte a zágrábi káptalant, hogy erősítse meg a varasdi ispán fent említett oklevelét. Nem ismert, hogy mi történt később ezzel a családdal és birtokaikkal, de 1506-ban a jesenjei birtok Corvin János birtokainak része volt, később pedig a jobbágyság 1848-as megszüntetéséig a korpona-koszteli uradalomhoz tartozott.
Annak ellenére, hogy nem rendelkezünk közvetlen írásos forrásokkal Štajngradról, a vár elhelyezkedése és alaprajzának tipológiája szerint a 13. és 14. századi, hosszúkás hegygerincekre, vagy dombos nyúlványokra épített hegyi nemzetségi várak minden jellemzőjével rendelkezik. Ezért nagyjából erre a korra keltezhetjük. Ez az az idő, amikor
a mai Jesenje község tágabb területét, ahol Štajngrad maradványai találhatók, előbb a zagorjei grófok, majd II. Ottokár cseh király támogatói a Kőszegiek kormányozták, végül pedig jesenjei nemesek birtoka volt. A vár pusztulásának körülményei éppúgy tisztázatlanok, mint az építésé. Tény, hogy a várat a Cilleiek kihalása (1456) után már nem említik, ezért feltételezik, hogy Lepoglavához hasonlóan ez is a Cilleiek által lebontott várak közé tartozott.
A pusztulás kérdése a mai napig nyitva maradt.

## A vár leírása
Štajngrad, vagy németesen Steingrad romjainak szerény maradványai a névadó magaslat déli végén, Macelj-hegység három oldalán meredek Frajonele nevű nyúlványán helyezkednek el.
A gerinc déli része meredeken emelkedik Hercegi falucska, valamint a Mala és Velika Ravninščica patakok összefolyása fölé. Mivel a várhely mintegy 130 méter magasan emelkedik a völgy fölé, maradványaihoz a hegygerinc mentén északkeletről, egy régi útról a legkönnyebb hozzáférni, amely a Cerovečki falucskától vezet ide.
Az alaprajz viszonylag tisztán kivehető maradványai alapján egyértelmű, hogy itt egy hosszú és keskeny erőd állt. Körülbelül 110 m x 22 m méretű, szabálytalan hosszúkás háromszög alakú, ahol a hegyesszög csúcsa dél felé néz. Ez a pont elkülönül a hosszú és keskeny gerinctől, amelyen a főrész nyugszik. A gerincen a terep nem sík, hanem két különböző magasságú dombból áll, amelyet egy hosszú és keskeny nyereg köt össze. Ez a váron belül jelentős magasságkülönbséget okozott. A vár összes fala durván faragott kőből épült, amely bizonyos mértékig szabályos vízszintes sorokban voltak egymásra rakva és mészhabarccsal voltak összekötve. A megmaradt falak szélessége szintén épületenként változik, átlagosan körülbelül 1,30 m.
A vár maradványainak nagy része egy hosszú és keskeny fennsíkon helyezkedik el, amelyet a déli magaslat zár le. Habár a rajta lévő falak többnyire csak az alapoknál maradtak fenn
(kivéve a keleti oldalt, ahol körülbelül egy méter magasan állnak) arra következtethetünk, hogy egy hosszú, keskeny téglalap formájú teret képeztek, amelynek mérete észak-déli irányban 18 x 8 m. Az erőd északi részén a falmaradványok egy 12 x 12 m méretű négyzet alakú teret határolnak. Ha a déli fennsíkon a hosszanti és a keresztirányú falakat vizuálisan meghosszabbítjuk, a látható maradványokból arra lehet következtetni, hogy derékszögben, vagy majdnem derékszögben álltak egymással hosszú, téglalap alaprajzú, kb. 6 m egyenletes fesztávú szerkezetet alkotva. Ez a méret majdnem megfelel annak a szabványnak, amely Horvátország szárazföldi területén a nemzetségi erődítmények belső épületeinek szélessége a 13. és 14. században, és amelyet az építés akkori technológiai lehetőségei biztosítottak. 
Az épület délkeleti sarkánál fekvő támpillérmaradványok alapján feltételezhető, hogy az oromzatos tető alatt egy másik falazott padlószint is volt. Hogy e hosszú, emeletes épület maradványai az egykori várpalota romjai-e, sajnos nem lehet megállapítani, de nem lehet teljesen kizárni. Hasonlóképpen, a fennsík északi felében a körülhatárolt terület falainak rendeltetése sem határozható meg pontosan. Talán a palota négyszög alaprajzú udvara lehetett. Természetesen ez is hipotézis, így ezt is csak régészeti kutatások bizonyíthatják.
A meglévő falmaradványokból szintén nem lehet meghatározni, hogy hol volt a délnyugati bejárat, amelynek szerény maradványai szórványosan láthatók a déli és a nyugati lejtőn. A gyengén megőrzött maradványok ellenére a terepalakzatok alapján arra lehet következtetni, hogy az erőd alsó részét hosszú és keskeny, dél felé néző háromszög alakú tér zárta le.
Az alsó részekkel ellentétben a felső, erődített külső vár sokkal jobban megmaradt.
Falai trapéz alakban foglalták magukban a nyereg és az északi magaslat területét.
A szabálytalan trapéz hosszabbik oldala észak felé nézett, és a feltételezett palota felé volt a rövidebb oldal, ahol szélessége csak néhány láb volt. Falazatából a keleti fal szerkezete maradt meg legjobb állapotban, amely a feltételezett palotától általában követi a vár hosszirányát egészen az északi fal maradványaiig. Az erőd északkeleti sarkában a sziklákhoz csatlakozik. Az északi fal sokkal kevésbé jól megőrzött. A keleti oldalon emelkedett ki a vár szerkezetéből, ahol a szikla széléig nyúlva megakadályozta a bejutást vár keleti falaihoz. A nyugati oldalt egy négyszögletes alaprajzú, 7 x 7 m méretű kis torony határolta, amelyből csak földszinti falai maradtak meg, amelyek másfél méter vastagok. Ez a torony egyrészt az erőd északnyugati sarkát, másrészt pedig az erőd főbejáratát biztosította, amely a többi részlet és a lépcső fennmaradt pereme alapján megítélve a keleti falban volt.